# Арніка гірська
А́рніка гірська́ (Arnica montana) — багаторічна трав'яниста рослина родини айстрових (Asteraceae). Цінна лікарська культура.
Місцева назва — арніка, зілля баранє, нечуй-вітер, скусівник гірський, скусівник лікарський, трава бараня.

## Ботанічна характеристика

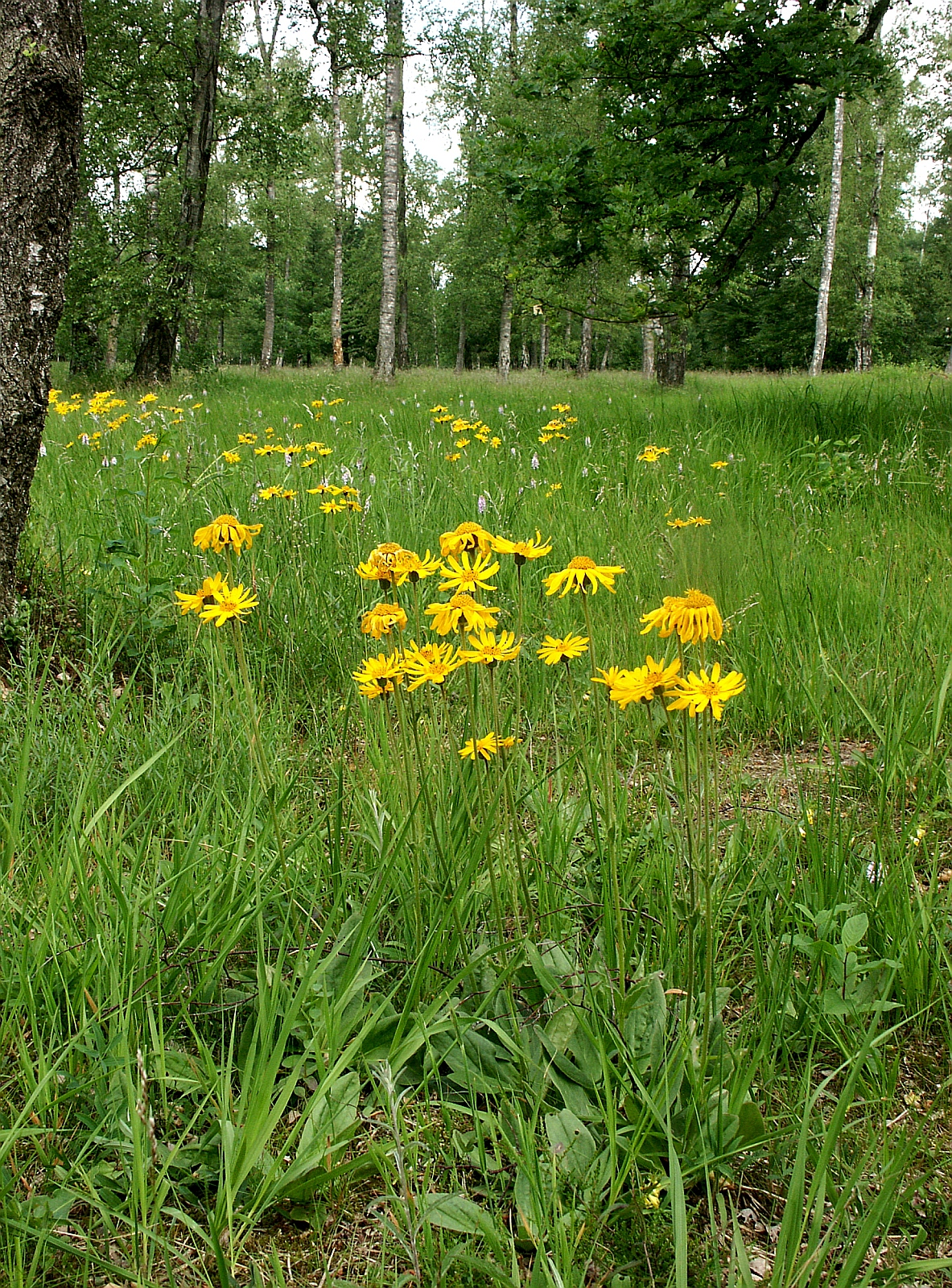
Арніка гірська

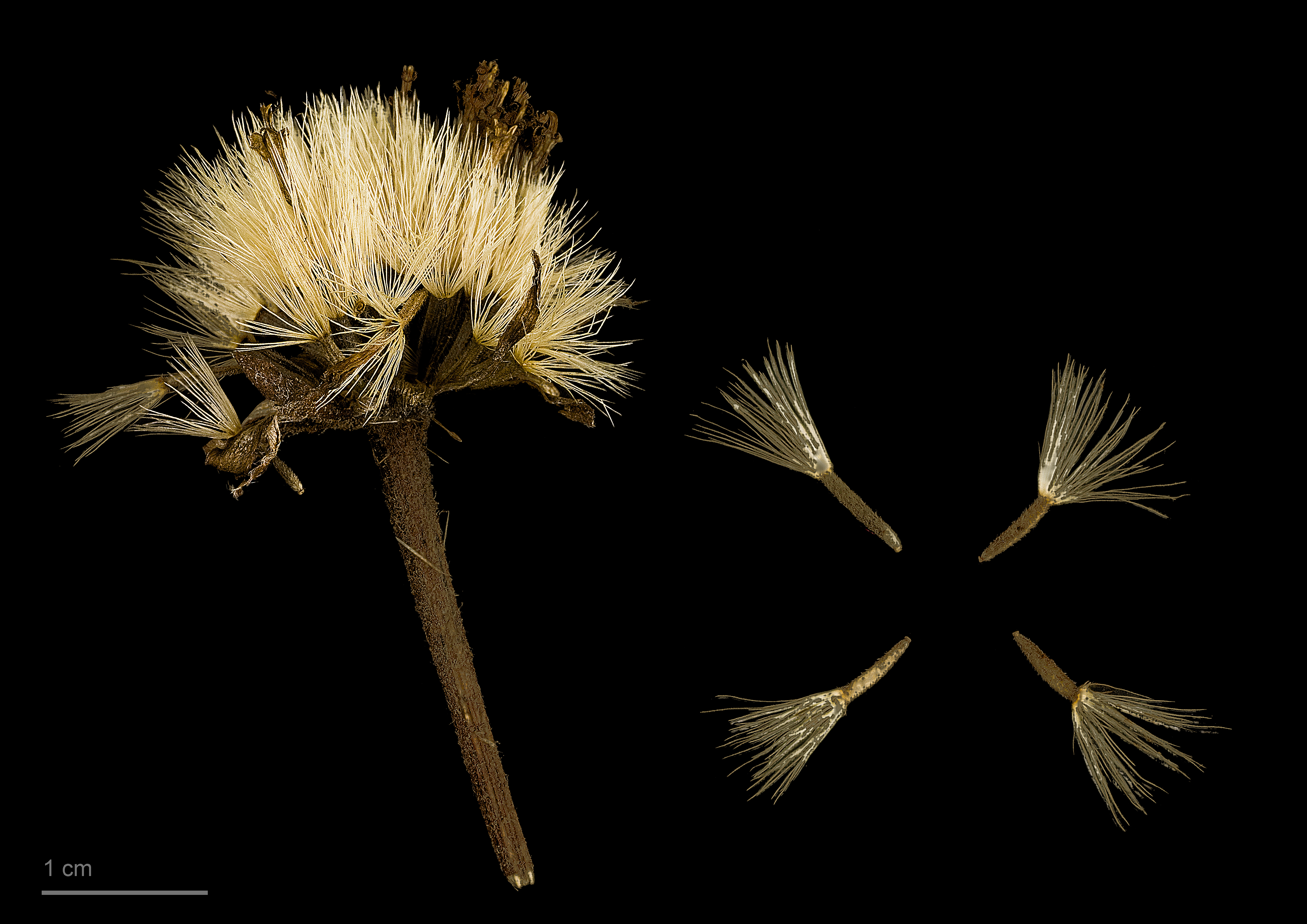
Arnica montana — Тулузький музей

Багаторічна трав'яниста рослина з темно-жовтими або оранжевими квітками у великих поодиноких кошиках. Стебло пряме, 15—80 см завдовжки, залозисте, короткоопушене, вгорі розгалужене.
Трав'яниста кореневищна багаторічна рослина. Кореневище коротке, розташовані на глибині від 1-3 до 60-70 см, іноді на поверхні, коричневе або темно-коричневе, всередині біле [4]. Стебло одне, прямостійне, опушене залозистими та простими волосками, 25-35 см заввишки. Стеблові листки довжиною 3-5, шириною 2-3 см, супротивні, сидячі, цілокраї, довгасті; листки розетки притиснуті до землі. Суцвіття — верхівкові поодинокі кошики, їх кількість на стеблі коливається від 1 до 6. Крайові квітки язичкові, темно-жовті або оранжеві, з тризубим відхилом; серединні — трубчасті, блідіші. Плоди — циліндричні, звужені до основи, борознисті, коротко опушені сім'янки з чубчиком брудно-білих волосків, які трохи перевищують сім'янки, довжина 1,5-5,0 мм.

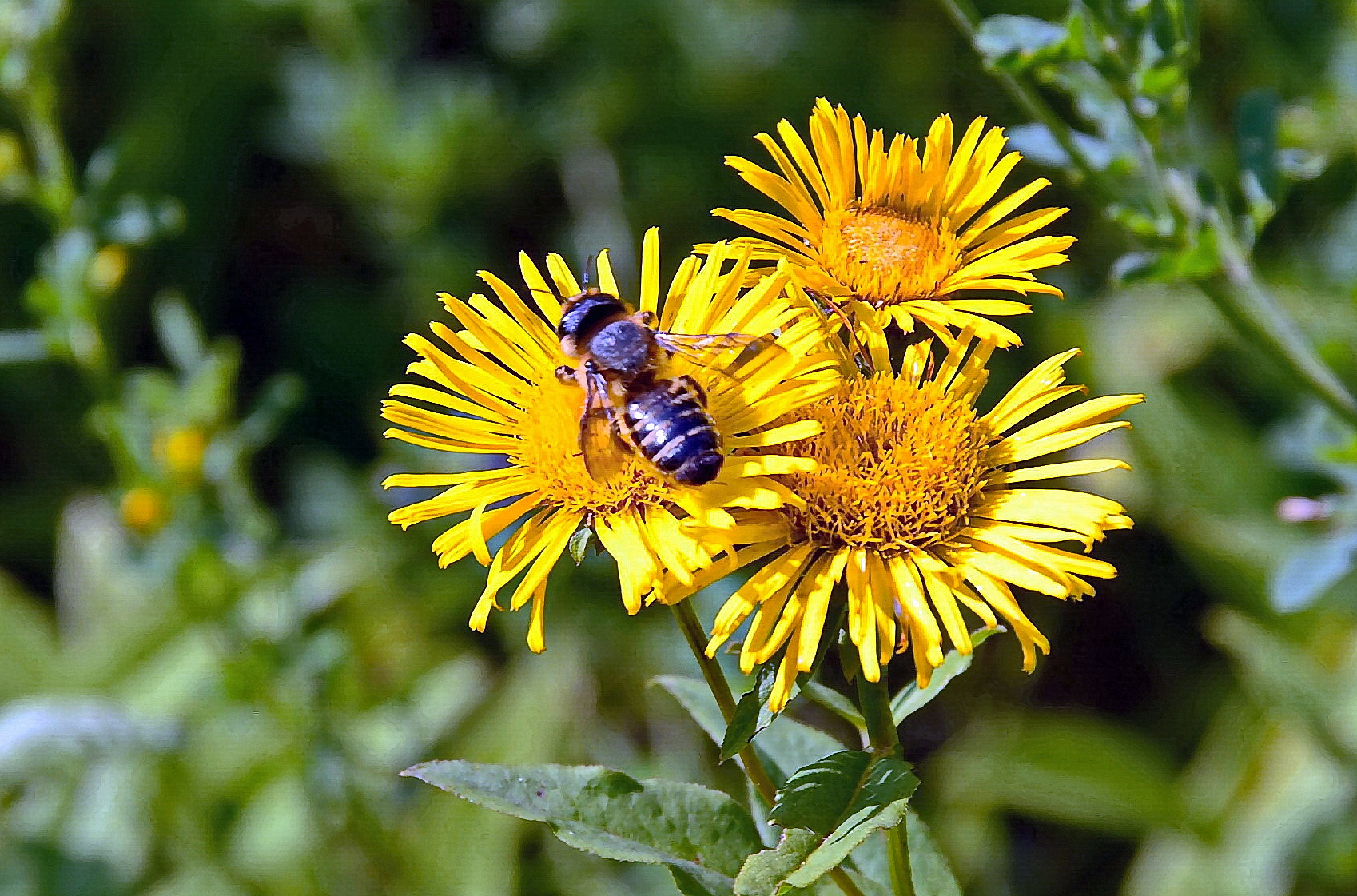
Арніка гірська в Карпатах

Цвіте в червні-липні, плоди достигають в кінці липня — першій половині серпня. Сировиною є суцвіття (Flores Arnici), зібрані на початку цвітіння.
Кореневище товсте, циліндричне і з багатьма придатковими коренями, що відходять від нього знизу. Стебло рослини виростає лише на другий рік. Стеблові листки прості, довгастої форми з хвилястими краями, сидячі; яскраво-зелені, зверху волохаті, знизу голі. Листки на стеблі наполовину менші, ніж ті, що зібрані при корені в розетку. Квітки оранжеві, двостатеві, верхівкові, поодинокі, зібрані в кошики, мають приємний специфічний запах. Плід — сім'янка, призматичної форми, має ряд шорстких волосків. Цвіте в червні — липні.

## Хімічний склад
У кошиках знайдено летку олію (0,04—0,15 %), арцинін (близько 4 %), що являє собою суміш двох ізомерних тритерпенових речовин — арнідіолу та фарадіолу з групи люпеолу. Біологічно активною речовиною рослини, що діє на м'язову тканину матки, є арніфолін. Крім того, в арніці виявлено близько 5 % дубильних речовин, ситостерин, каротиноїди та ін.

## Застосування в медицині
Тепер арніку гірську в науковій медицині не використовують. У народній медицині рослину використовують широко.
Для медичного використання зазвичай заготовляють кошики, які збирають на початку цвітіння рослини і сушать при температурі до 60°С. Правильно заготовлена і висушена сировина має приємний запах і гіркуватий смак.
Офіцінальну спиртову настойку кошиків арніки гірської вживають при спазмах кишки і як жовчогінний засіб: по 20 крапель 3 рази на добу за 30 хв до їжі. Здавна настої арніки гірської використовують при запаленні верхніх дихальних шляхів, задавненому кашлі, ларингіті, матковій кровотечі, аднекситі, ішемічній хворобі серця, нервовому перезбудженні, виразці шлунка, ендокардиті та міокардиті.

## Місця зростання
Арніка поширена у Литві, Латвії, в західних областях Білорусії та України. В Україні арніка гірська росте в Карпатах, зокрема в заказнику «Затінки і Тересянка», дуже рідко на Поліссі. Подібними до арніки гірської за властивостями є арніка улиснена та арніка Шаміссо, які культивуються у спеціалізованих господарствах. Росте на відкритих місцях, починаючи 500 м над рівнем моря до найвищих вершин: на полонинах, лісових полянах, іноді на заболочених луках, гірських хребтах, зокрема на Чорногорі, Свидовецькому хребті, Гуцульських Альпах, Ґорґанах, Бескидах. Європейський гірсько-лісовий вид на східній межі ареалу. В Українських Карпатах виділяють два локалітети арніки. Один (північний) розташований на межі трьох областей — Львівської, Івано-Франківської та Закарпатської, другий включає територію Рахівського лісокомбінату Закарпатської обл. Дуже рідко трапляється на Українському Поліссі — в околицях м. Сарни (Рівненська обл.) та Овруцькому р-ні Житомирської обл. [12-14].

## Заготівля
Квіткові кошики арніки збирають в період повного цвітіння (червень-липень), зрізуючи біля основи, з коротким квітконосом, не перевищуючи 1 см. Цвіт бажано сушити одразу після збору в темному, холодному, добре провітрюваному приміщені. Кореневища і корені збирають у березні-квітні або ж у серпні-жовтні. Листки збирають перед цвітінням в травні-березні з розетки, що біля самої землі.

## Використання
Використовують як протизапальний засіб при кашлі, здутті кишечника, кишкових розладах (дизентерії), як кровоспинний засіб при маткових кровотечах, виразці шлунка, стенокардії, атеросклерозі, гіпертонії, нервовому перезбудженні, при шлункових і кишкових спазмах.

## Розмноження
Арніка гірська характеризується досить повільним зростом. Стійка до морозів, шкідників та грибкових захворювань. Ділянку для розведення арніки бажано обирати в гірських холодних місцевостях з вогким ґрунтом, бажаний pH (4-5).

## Охорона
Ще в 50-х рр. в Українських Карпатах запаси арніки були достатніми для щорічної заготівлі 5-10 т сухих суцвіть [3]. Питання про необхідність охорони запасів арніки не було актуальним. В 70-80-х рр. обсяг допустимих заготівель, за одними джерелами [10], становив 0,5-0,6 т, за іншими [2] — близько 20 т. Невеликі ресурси виду з біологічним запасом 0,66 т виявлені в Надвірнянському р-ні Івано-Франківської обл. [1]. Зараз природні сировинні запаси виду в Україні виснажені.
В Українських Карпатах охороняється в Карпатському біосферному заповіднику, заказниках загальнодержавного значення Тавпиширківському (Івано-Франківська обл.), урочищах Затінки і Тересянка (Закарпатська обл.), Чорний Діл і Стебник (Чернівецька обл.), на території пам'ятки природи загальнодержавного значення урочище Верхнє Озерище (Івано-Франківська обл.). На даний час мережа природоохоронних територій, в яких арніка гірська має значне поширення, розширилась за рахунок включення нових ділянок в Закарпатській та Івано-Франківській областях.